# Пасіфік-Біч (Вашингтон)
Пасіфік-Біч (англ. Pacific Beach) — переписна місцевість (CDP) в США, в окрузі Ґрейс-Гарбор штату Вашингтон. Населення — 280 осіб (2020).

## Географія
Пасіфік-Біч розташований за координатами 47°12′51″ пн. ш. 124°11′48″ зх. д. / 47.21417° пн. ш. 124.19667° зх. д. (47.214154, -124.196799).  За даними Бюро перепису населення США в 2010 році переписна місцевість мала площу 3,19 км², з яких 3,13 км² — суходіл та 0,07 км² — водойми.

## Демографія
Згідно з переписом 2010 року, у переписній місцевості мешкала 291 особа в 142 домогосподарствах у складі 75 родин. Густота населення становила 91 особа/км².  Було 257 помешкань (80/км²).
Расовий склад населення:
| - 83,5 % — білих - 8,2 % — корінних американців - 0,3 % — вихідців з тихоокеанських островів - 0,3 % — чорних або афроамериканців |

До двох чи більше рас належало 7,6 %. Частка іспаномовних становила 3,8 % від усіх жителів.
За віковим діапазоном населення розподілялося таким чином: 14,1 % — особи молодші 18 років, 65,6 % — особи у віці 18—64 років, 20,3 % — особи у віці 65 років та старші. Медіана віку мешканця становила 51,6 року. На 100 осіб жіночої статі у переписній місцевості припадало 109,4 чоловіків;  на 100 жінок у віці від 18 років та старших — 106,6 чоловіків також старших 18 років.
Цивільне працевлаштоване населення становило 103 особи. Основні галузі зайнятості: освіта, охорона здоров'я та соціальна допомога — 46,6 %, науковці, спеціалісти, менеджери — 25,2 %, фінанси, страхування та нерухомість — 20,4 %.